# 澤田なつ
澤田 なつ（さわだ なつ）は日本の女性声優。主にアダルトゲームに声をあてている。

## 出演
太字は主役・メインキャラクター。

### PCゲーム

#### 2009年
- 夏ノ雨（篠岡 美沙）[1]
- 魔法少女の大切なこと。（式部 光）[2]

#### 2010年
- 暁の護衛 〜罪深き終末論〜（相馬 楓）[3]
- 秋空に舞うコンフェティ（佐倉 七海）[4]
- 世界征服彼女（古奈 菜子）[5]

#### 2011年
- いろとりどりのセカイ（二階堂 真紅）[6]
- With Ribbon（槙喜屋 華澄）[7]
- 俺たちに翼はない R（中田 可菜）[8]
- CAFE SOURIRE（水島 芹花）[9]
- Hyper→Highspeed→Genius（明智 光理/メフィスト）[10]
- もろびと こぞりて 〜JOY TO THE WORLD! THE LORD IS COME〜（滝沢 四季）[11]
- your diary（藤村 奈月）[12]
- World Wide Love! 世界征服彼女ファンディスク（古奈 菜子）[13]

#### 2012年
- いろとりどりのヒカリ（二階堂 真紅）[14]

#### 2013年
- カルマルカ*サークル（天ヶ瀬 奈月）[15]
- HHG 女神の終焉（メフィスト[16]、明智 光理[17]）

#### 2014年
- 暁の護衛トリニティコンプリートエディション（相馬 楓）
- your diary+H（藤村 奈月）[18]
- 蒼の彼方のフォーリズム（倉科 明日香）[19]

#### 2015年
- サクラノ詩 -櫻の森の上を舞う-（夏目 藍）[20]
- 紅い瞳に映るセカイ WORLD'S END LOVE WILL LAST FOREVER.（二階堂 真紅）

#### 2016年
- D.S. -Dal Segno-（藤白 乃絵里）[21]

#### 2017年
- 9-nine- ここのつここのかここのいろ（九條 都）[22]
- D.S.i.F. -Dal Segno- in Future（藤白 乃絵里）
- 蒼の彼方のフォーリズム EXTRA1（倉科 明日香）[23]
- BALDR BRINGER（エリス）[24]

#### 2018年
- 9-nine- そらいろそらうたそらのおと（九條 都）[25]
- BALDR BRINGER EXTEND CODE（エリス）
- はるかどらいぶ!（ナナ・メリウス）[26]
- Deep One -ディープワン-（斎野 九花）[27]

#### 2019年
- 9-nine- はるいろはるこいはるのかぜ（九條 都）[28]
- はるかどらいぶ! Plus Edition（ナナ・メリウス）

#### 2020年
- 9-nine- ゆきいろゆきはなゆきのあと（九條 都）[29]
- かけぬけ★青春スパーキング!(鹿島 理々)

#### 2021年
- ハッピーライヴ ショウアップ!（カーレンティア・ヴェリーベル）
- クロガネ回姫譚-絢爛華麗-（村雨 伏姫）

#### 2022年
- アンレス・テルミナリア（りな）

#### 2023年
- サクラノ刻 -櫻の森の下を歩む（夏目 藍）
- ハッピーライヴ ショウアップ! アンコール!!（カーレンティア・ヴェリーベル）[30]

### オンラインゲーム
- 星彩のアステルマキナ 開発中止（ステラ）[31]

### コンシューマーゲーム
- your diary+（藤村 奈月）[32]
- your diary+(PS4)（藤村 奈月）[33]
- your diary+(PSV)（藤村 奈月）[33]
- クロガネ回姫譚-閃夜一夜-（2015年、村雨 伏姫）[34]
  - クロガネ回姫雀（2015年、村雨 伏姫[35]）
- いろとりどりのセカイWORLD’S END -RE:BIRTH-（二階堂 真紅）[36]
- カルマルカ＊サークル(PS4)（天ヶ瀬 奈月）[37]

### 音声作品
-役名の掲載があるもののみ()に表記
※一部作品から抜粋 ★マークは全年齢作品。他はR-18指定に該当。
- 【耳癒しASMR】オトギノリフレ～かぐや姫～（かぐや姫）

### ドラマCD
- 夏ノ雨（篠岡 美沙）
- 世界征服彼女（古奈 菜子）
- 秋空に舞うコンフェティ（佐倉 七海）
- もろびと こぞりて 〜JOY TO THE WORLD! THE LORD IS COME〜（滝沢 四季）
- いろとりどりのセカイ（二階堂 真紅）
- 紅い瞳に映るセカイ WORLD'S END LOVE WILL LAST FOREVER. ドラマCD（二階堂 真紅）
- 蒼の彼方のフォーリズム（倉科 明日香）
  - ドラマCD『突発！FC部深夜のガールズトーク合宿』
  - ドラマCD『久奈浜FC部バースデーサプライズ』
  - ドラマCD『倉科明日香・鳶沢みさき編』
  - ドラマCD『明日香・みさきのいちゃドキ訪問看護』
- 9-nine-シリーズ（九條 都）
  - 9-nine-ここのつここのかここのいろ
    - ドラマCD
    - ドラマCD『都ちゃん、はじめての耳かき。』
    - ドラマCD『都ちゃん、ちょっとえっちなマッサージ。』

  - 9-nine-そらいろそらうたそらのおと ドラマCD『天と都の新海'sキッチン！』
  - 9-nine-はるいろはるこいはるのかぜ ドラマCD『春風。都から女子力を学ぶ』
  - 9-nine-ゆきいろゆきはなゆきのあと ドラマCD『都から教わるコスプレの極意』
  - 9-nine-Premium Sound Record キャラソン記念ドラマCD『ロイヤルスイート!?高級ホテルでお泊まり会』
- はるかどらいぶ!（ナナ・メリウス）
- Deep One -ディープワン- サウンドコレクション 斎野九花の熱（斎野 九花）

## ディスコグラフィ

### キャラクターソング
- 蒼の彼方のフォーリズム Vocal & Sound Collection限定版「空恋 –sorakoi-」(倉科 明日香)
- 9-nine-シリーズキャラクターソング Vol.1「Lovesick Magic」（九條 都）